# Jakob Müller (Mediziner)

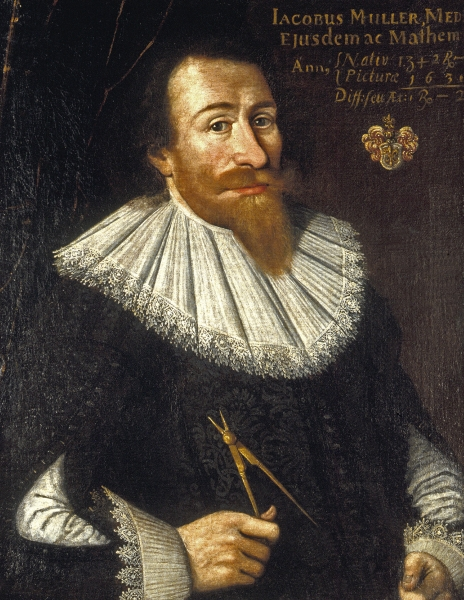
Jakob Müller in der Gießener Professorengalerie

Jakob Müller (* 11. März 1594 in Torgau; † 10. April 1637 in Meißen) war ein deutscher Humanmediziner und Mathematiker. Er lehrte 1618 als ordentlicher Professor der Mathematik in Gießen und 1625 als ordentlicher Professor der Medizin in Marburg.

## Leben
Müller ging ab 1609 auf das Pädagogium in Gießen. Am 30. April 1614 wurde er an der Universität Wittenberg immatrikuliert. Er studierte dort und an der Universität Gießen Mathematik und Medizin. 1617 wurde er mit seiner Dissertation De natura motus animalis… ex principiis physicis, medicis, geometricis et architectonicis deducta in Gießen zum Licentiaten der Medizin promoviert. 1618 war er dort Professor für Mathematik und erwarb sich am 20. Januar 1620 den medizinischen Doktorgrad. Als 1625 die Universität nach Marburg verlegt wurde, wurde er Professor für Medizin und Mathematik in Marburg. Müller beteiligte sich auch an den organisatorischen Aufgaben der Marburger Hochschule. So war er 1628, 1630, 1633, 1634 und 1636 Dekan der medizinischen Fakultät, sowie 1627 und 1635 Rektor der Alma Mater. 1631 begleitete Müller den Prinzen Friedrich von Hessen-Darmstadt, Bruder des Landgrafen Georg II. von Hessen-Darmstadt, als Leibarzt nach Frankreich und Italien.
Neben seiner Professur bekleidete Müller die Stelle eines Kammerrats und Hessen-Darmstädter Oberbaumeisters. Unter anderem geht der Kanzleibau der Darmstädter Residenz aus dem Jahr 1629 für Landgraf Georg II. im Wesentlichen auf Müllers Pläne zurück (1715 abgebrannt). Als Baumeister der Landgrafen entwarf er ein Brunnen- und Pumpwerk zur Wasserversorgung der Residenz. Er entwickelte Pläne, um Schloss Waldeck bei Bad Wildungen mit einer Wasserleitung zu versehen, wobei ein Höhenunterschied von 120 Metern mittels eines Druckbehälters und eines Pumpwerks überwunden werden musste. Die bereits begonnenen Arbeiten wurden infolge des Dreißigjährigen Krieges nicht zu Ende geführt.
Müller war auch Zeichner und Kupferstecher: Sein Schwiegersohn Georg Wentenius veröffentlichte 57 seiner Kupferstiche unter dem Titel „Selbst erfundene unnd mit eygner Hand gegrabene Emblemata“ (1640). Müllers Vielseitigkeit spiegelt sich auch in seinen Schriften wider: In seiner Dissertation erklärte er das Wesen der Bewegung der Lebewesen aus physikalischen, medizinischen, geometrischen und architektonischen Prinzipien. Neben medizinischen Werken verfasste er eine Disputatio physico astronomica de Cometis (1630) und Handbücher zur Geometrie (Compendium geometricum, 1619) und Arithmetik (Arithmetices compendium, 1631). In der Praxis Geometrica Universalis (1621), die auch eine Sinus-, Tangens- und Sekans-Tafel enthält, lehrte Müller die Berechnung von Drei- und Vierecken mit Hilfe der Trigonometrie und wendete dieses Wissen dann auf die Vermessungspraxis an (Bestimmung von Höhen und Abständen; Triangulation). In der Sciographia solis (1618) beschrieb er ausführlich die Herstellung und den Gebrauch der Sonnenuhren und ging auf den Sonnenlauf und die Zeitmessung ein.
Als Hessen-Darmstadt 1637 Truppen nach Sachsen schickte, machte Müller den Feldzug als Kriegsrat und Artilleriedirektor mit, starb dabei aber an einer fiebrigen Erkrankung.

## Familie
Müller war seit 6. September 1619 in Lohr mit Elisabeth Becker (* 13. Dezember 1597 in Lohra; † 1. Januar 1670 in Gießen) verheiratet, einer Tochter des Gerichtsschultheißen und hessischen Oberzollschließers Johann Becker in Lohra († 14. September 1626 in Lohr) und der Anna (geb. Mölich). Er hatte 6 Töchter und 7 Söhne, wovon die meisten in früher Jugend starben. Von den Kindern kennt man:
- Christoph Helfrich Müller (10. November 1621 in Gießen; † 31. Oktober 1691 ebenda), Ingenieur und Baumeister in Gießen, ⚭ 1650 Gutha Katharina Seyler († 1668)[5]
- Anna Hedwig Müller (~ 25. Juli 1620 in Gießen) ⚭ 1639 mit dem Pfarrer in Kirtorf Georg Wenthen (* 24. Juni 1614 in Hagen (Berlin); † 1661 in Kirtorf)
- Johann Heinrich Müller (~ 18. Dezember 1625 in Marburg), später Pfarrer in Oberbetschdorf/Elsaß, ⚭ 20. Oktober 1657 mit Margarethe Susemihl, Tochter des Schulmeisters und späteren Dompredigers in Schwerin Johann Ludwig Susemihl
- Anna Elisabeth Müller (~ 18. Februar 1625 in Marburg)
- Ernst Müller (* 1. Januar, ~ 11. Januar 1627 in Marburg; † 3. November 1681 in Gießen), hessischer Hofstaats- u. Regimentsprediger, Assessor d. Konsistoriums in Gießen, ⚭ 21. Oktober 1659 in Gießen mit Felicitas Walbach, Tochter des Apothekers in Butzbach Christoph Walbach
- Johann Marcus Müller (~ 8. Januar 1629 in Marburg)
- Anna Margarethe Müller (~ 11. Oktober 1630 in Marburg) lebt noch 1657,
- Anna Elisabeth Müller (~ 19. September 1632 in Marburg)
- Johann Jacob Müller (~ 29. August 1633 in Marburg; † 4. Dezember 1633 ebenda)
- Anne Justina Müller (~ 30. Oktober 1634 in Marburg; † 6. Mai 1717 in Hopfgarten) ⚭ 1663 mit dem Pfarrer in Hopfgarten Paul Susemihl (* 29. September 1639 in Naestved/Dänemark; † 4. November 1713 in Hopfgarten)

Eine Tochter N.N. (Anna Margarethe?) Müller ⚭ 1666 mit Erbsassen in Wellingsbüttel Friedrich Reinking, dem Sohn des Kanzlers und Professors jur. in Gießen Dietrich Reinkingk